# Avenida 9 de Julio (Resistencia)
La Avenida 9 de Julio es una arteria vehicular interurbana, perteneciente al área metropolitana conocida como Gran Resistencia y que sirve como conexión para los municipios de Resistencia y Barranqueras, en la Provincia del Chaco, Argentina. Sus primeros 3900 metros se encuentran en jurisdicción del municipio de la capital chaqueña, mientras que sus restantes 1200 metros pertenecen a la localidad portuaria. Esta arteria se extiende en sentido de números ascendentes de NO a SE, iniciando en la altura 100, frente a la Plaza 25 de Mayo de Resistencia, y finalizando en la rotonda que da origen a las avenidas Mosconi y Gaboto. Atravesando esta rotonda, la 9 de Julio pasa a ser una calle de 5 cuadras que desemboca en la Avenida Río Paraná de Barranqueras. Es considerada como una de las 4 arterias principales del ejido urbano de Resistencia, junto a las avenidas Alberdi, Sarmiento y 25 de Mayo, ya que al igual que en estas 3, sobre su traza confluyen y cambian de denominación la mayoría de las calles de esa ciudad.

## Historia
La evolución de la Avenida 9 de Julio fue a la par de la evolución de la Ciudad de Resistencia. Inicialmente, surgida desde los límites de la Plaza 25 de Mayo (inaugurada en 1935 y en cuyo centro albergaba la numeración 0 de las calles de Resistencia), su sentido nominal discurre de Noroeste a Sudeste, siendo una de las 4 arterias que parten en forma perpendicular desde este espacio verde. La evolución de su traza, llegó de la mano del proceso de industrialización de Resistencia, lo que permitió entre los años 1920 y 1940 la expansión del ejido urbano de la ciudad y al mismo tiempo, la prolongación de la Avenida 9 de Julio. Por ese entonces, tanto Barranqueras como la villa La Liguria, eran localidades cercanas pero sin relación directa con Resistencia. Debido a la expansión demográfica, La Liguria terminó siendo absorbida por Resistencia, convirtiéndose en un barrio de esta ciudad, mientras que Barranqueras mantuvo sus límites originales, con la salvedad de quedar incluida dentro de un nuevo aglomerado urbano que pasó a denominarse como Gran Resistencia. A todo esto, la 9 de Julio pasó a convertirse en la principal vía de comunicación entre ambas ciudades, siendo a su vez una de las arterias más extensas dentro del área Metropolitana del Gran Resistencia.
En la actualidad, sobre su recorrido se fija la dirección de importantes instituciones de la ciudad, entre ellos el Gran Hospital Regional "Julio C. Perrando", las oficinas centrales de la empresa estatal de aguas SAMEEP, establecimientos escolares, el Ministerio de Educación, Cultura, Ciencia y Tecnología del Chaco y la Base de Apoyo Logístico del Ejército Argentino.

## Lugares emblemáticos
- Banco de la Nación Argentina
- Instituto de Seguridad Social, Seguros y Préstamos (INSSSEP, ex-Instituto de Previsión Social)
- Sucursal Resistencia del Grupo Cablevisión-Fibertel
- Delegación n.º 78 del Automóvil Club Argentino
- Colegio Secundario n.º 76 "José María Paz" (ex-Colegio Nacional)
- Servicios de Agua y Mantenimiento Empresa del Estado Provincial (SAMEEP)
- Escuela de Educación Técnica n.º 24 "Simón de Iriondo" (acceso por Av. Vélez Sarsfield)
- Escuela de nivel Secundario n.º 45 "Héroes del Atlántico Sur" (acceso por calle Juan de Dios Mena)
- Gran Hospital Regional "Dr. Julio C. Perrando"
- UEP n.º 21, "María Auxiliadora" (acceso por calle Lisandro de la Torre).
- Ministerio de Educación, Cultura, Ciencia y Tecnología de la Provincia del Chaco.
- Club Atlético Chaco For Ever
- Complejo habitacional "La Fabril"
- Escuela de Educación Secundaria n.º 54 "Pablo Ricchieri".
- Base de Apoyo Logístico, III Brigada de Monte
- Estatua de la Constitución Nacional (Límite demarcatorio entre Resistencia y Barranqueras)
- Hospital de Barranqueras "María Eva Duarte de Perón".
- Cuartel de Bomberos Voluntarios de Barranqueras.